# Libnotes (Libnotes) quinquegeminata
Libnotes (Libnotes) quinquegeminata is een tweevleugelige uit de familie steltmuggen (Limoniidae). De soort komt voor in het Australaziatisch gebied.